# Мелон-арена
«Мелон-арена»  (англ. Mellon Arena) — багатофункціональний спортивний комплекс в Піттсбурзі, Пенсільванія (США). Був відкритий в 1961 році. Був першим в світі стадіоном таких розмірів з розсувним дахом. Спочатку арена називалася «Сівік одіторіум» (Civic Auditorium). З 1999 року по 1 серпня 2010 року мала назву «Меллон Арена», за назвою фірми Mellon Financial, яка придбала права на назву. Була місцем проведення різних спортивних і масових заходів. Домашня арена команди НХЛ «Піттсбург Пінгвінз». Кількість місць для глядачів (хокей) — 17 181. Альтернативне назва серед жителів Піттсбурга — «Іглу».
12 травня 2010 року тут пройшов сьмий матч серії плей-оф НХЛ, «Піттсбург Пінгвінс» проти «Монреаль Канадієнс» (2:5), що став останнім, проведеним на «Меллон-арені». З жовтня 2010 домашні матчі «Пінгвіни» проводять на своїй новій арені — «PPG Paints-арена».
Знесена в 2012 році